# Housséville
Housséville är en kommun i departementet Meurthe-et-Moselle i regionen Grand Est (tidigare regionen Lorraine) i nordöstra Frankrike. Kommunen ligger i kantonen Haroué som tillhör arrondissementet Nancy. År 2022 hade Housséville 131 invånare.

## Befolkningsutveckling
Antalet invånare i kommunen Housséville
| Referens: INSEE |